# Gare de Saint-Savinien-sur-Charente
Gare de Saint-Savinien-sur-Charente vasútállomás Franciaországban, Saint-Savinien településen.

## Vasútvonalak
Az állomást az alábbi vasútvonalak érintik:
- Nantes–Saintes-vasútvonal

## Kapcsolódó állomások
A vasútállomáshoz az alábbi állomások vannak a legközelebb:
- Gare de Bords
- Gare de Taillebourg
- Gare de Saintes